# Van (preposizione)
Van è una preposizione della lingua olandese e della lingua afrikaans, che significa "di" o "da". Van è anche un prefisso in molti cognomi olandesi (noto come tussenvoegsel), come in Vincent van Gogh o di George Vancouver. Può comparire da solo o insieme ad un altro prefisso, come nelle forme van de, van der e van den e i meno frequenti van het o van 't. Il termine tedesco "von" corrisponde al termine olandese "van", anche se a differenza del tedesco "von", l'olandese "van" non è un segno di nobiltà o regalità. Queste preposizioni di solito si riferiscono a un luogo geografico.

## Convenzioni

### Ordine alfabetico e maiuscolo
L'ordine alfabetico e il maiuscolo dei nomi in lingua olandese sono diversi tra i Paesi Bassi e il Belgio: 
- Nei Paesi Bassi, i nomi che iniziano con "van" sono considerati con la lettera iniziale del nome proprio seguente, in modo che l'iniziale del cognome van der Waals è la lettera "W", dunque, Waals, van der, Johannes oppure Waals, Johannes van der. La "V" di van è scritta in minuscolo, a meno che il nome o le iniziali vengano omesse, come ad esempio in "de schilder Van Gogh" ("il pittore Van Gogh") o "de heer Van Teylingen" ("Il signor Van Teylingen"). Lo stesso vale per Jacobus Henricus van 't Hoff (notare lo spazio tra van e 't). Questa regola vale anche per la lingua afrikaans.

- In Belgio l'iniziale del cognome di Eric Van Rompuy è la lettera "V".[1] La "V" è sempre maiuscola.

In alcune versioni anglicizzate dei nomi olandesi (ad esempio, Dick Van Dyke, Martin Van Buren e James Van Der Beek), o nel caso in cui la parola non è di origine olandese, come nei nomi vietnamiti (Dương Văn Minh, Nguyễn Văn Thiệu), la "V" è maiuscola. In termini come il raggio di van der Waals (olandese: vanderwaalsstraal) la "V" è minuscola a meno che non sia la prima lettera della frase, come ad esempio nella frase inglese Van der Waals radius.

### Concatenazione
In alcuni nomi (in genere del sud dei Paesi Bassi o del Belgio), i prefissi sono concatenati gli uni con gli altri oppure con il nome proprio, come in Vandervelde o Vandermonde. 

## Altri usi
Negli Stati Uniti a cognomi di origine inglese è stata successivamente aggiunta la preposizione Van, come Van Owen o Van Blake.